# Thomas Qvarsebo
Thomas Qvarsebo (né le 4 janvier 1947 à Stockholm) est un sculpteur suédois.

## Œuvres

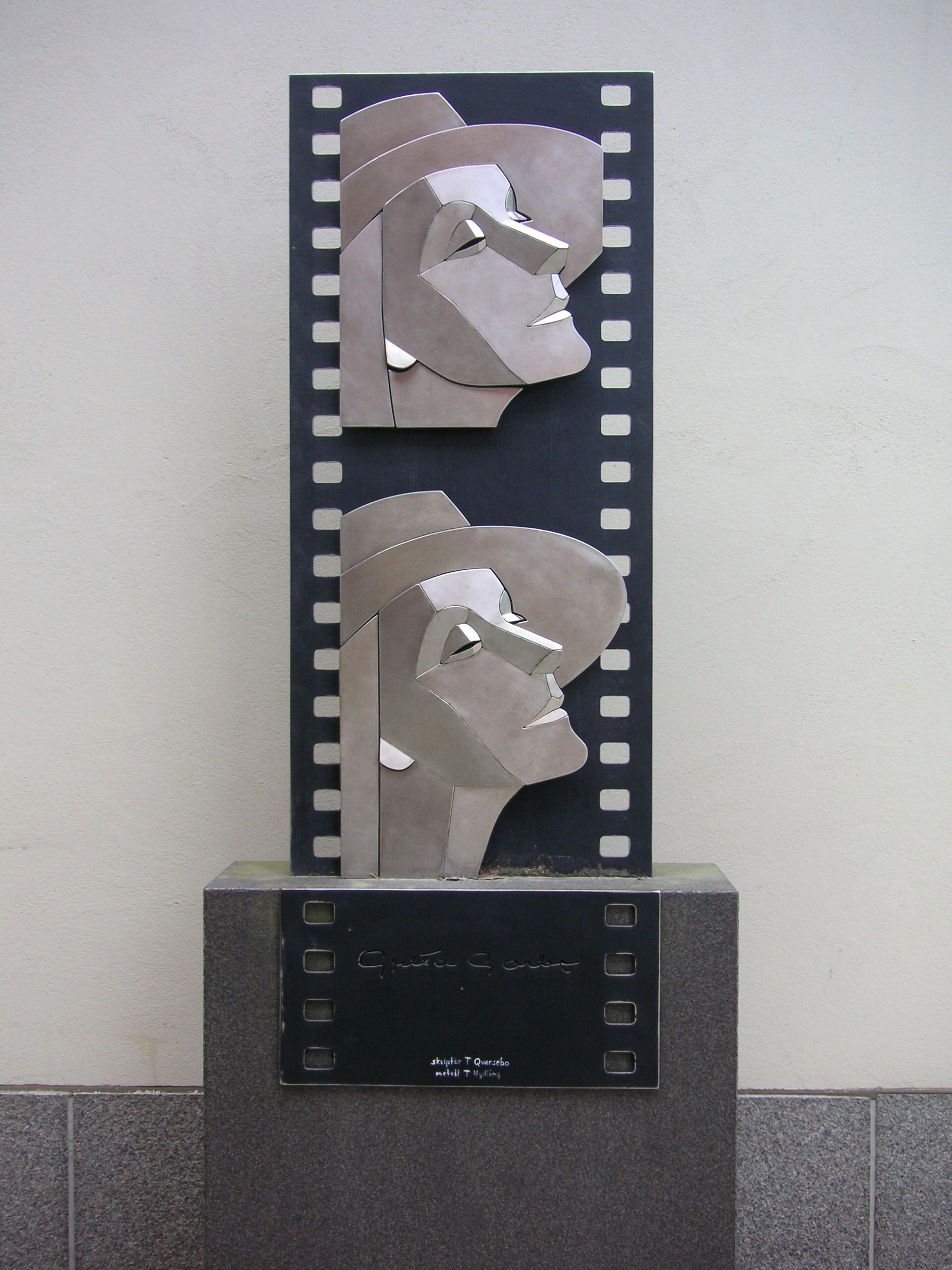
Greta Garbo, Solna
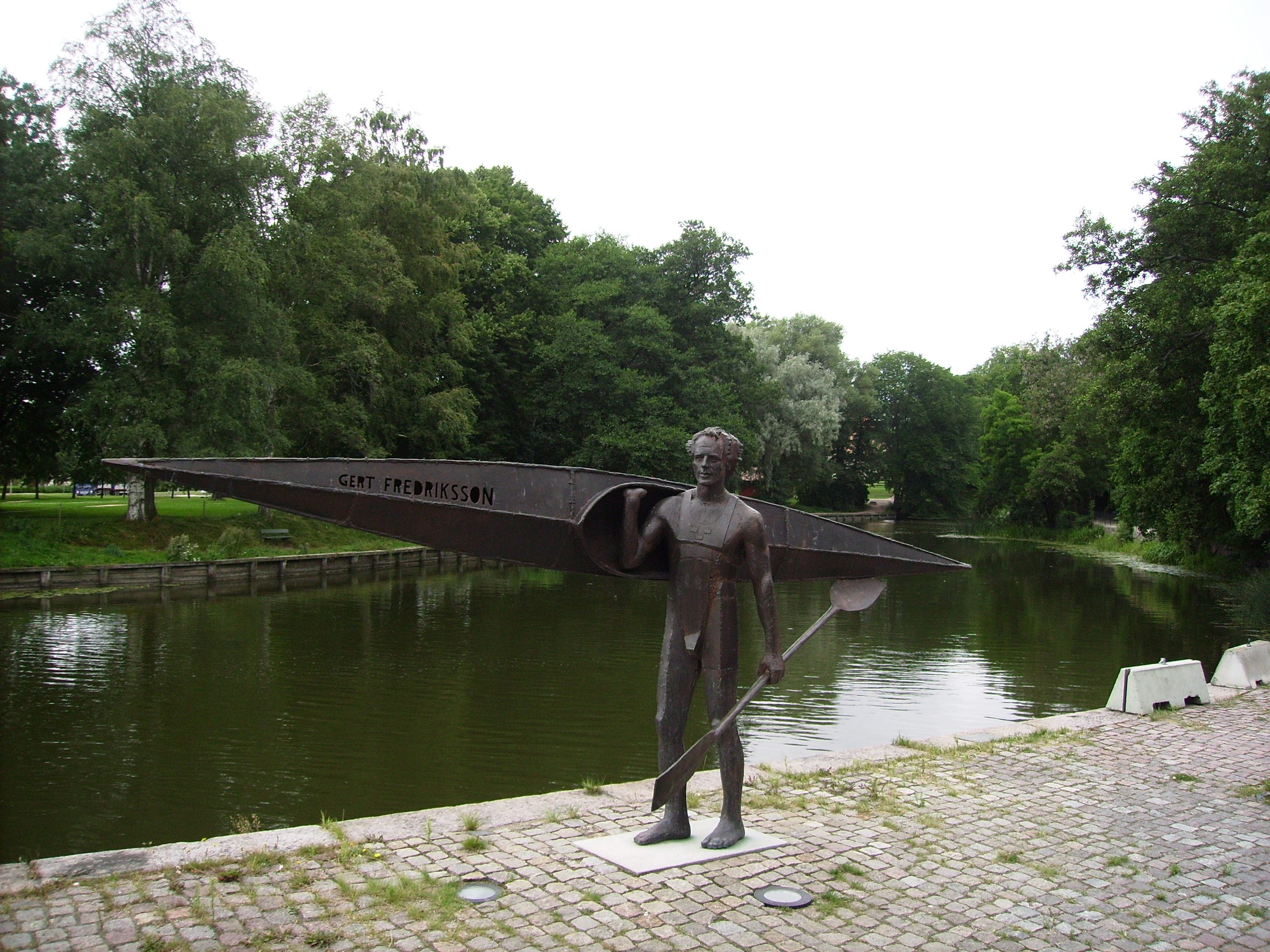
Gert Fredriksson, Nyköping
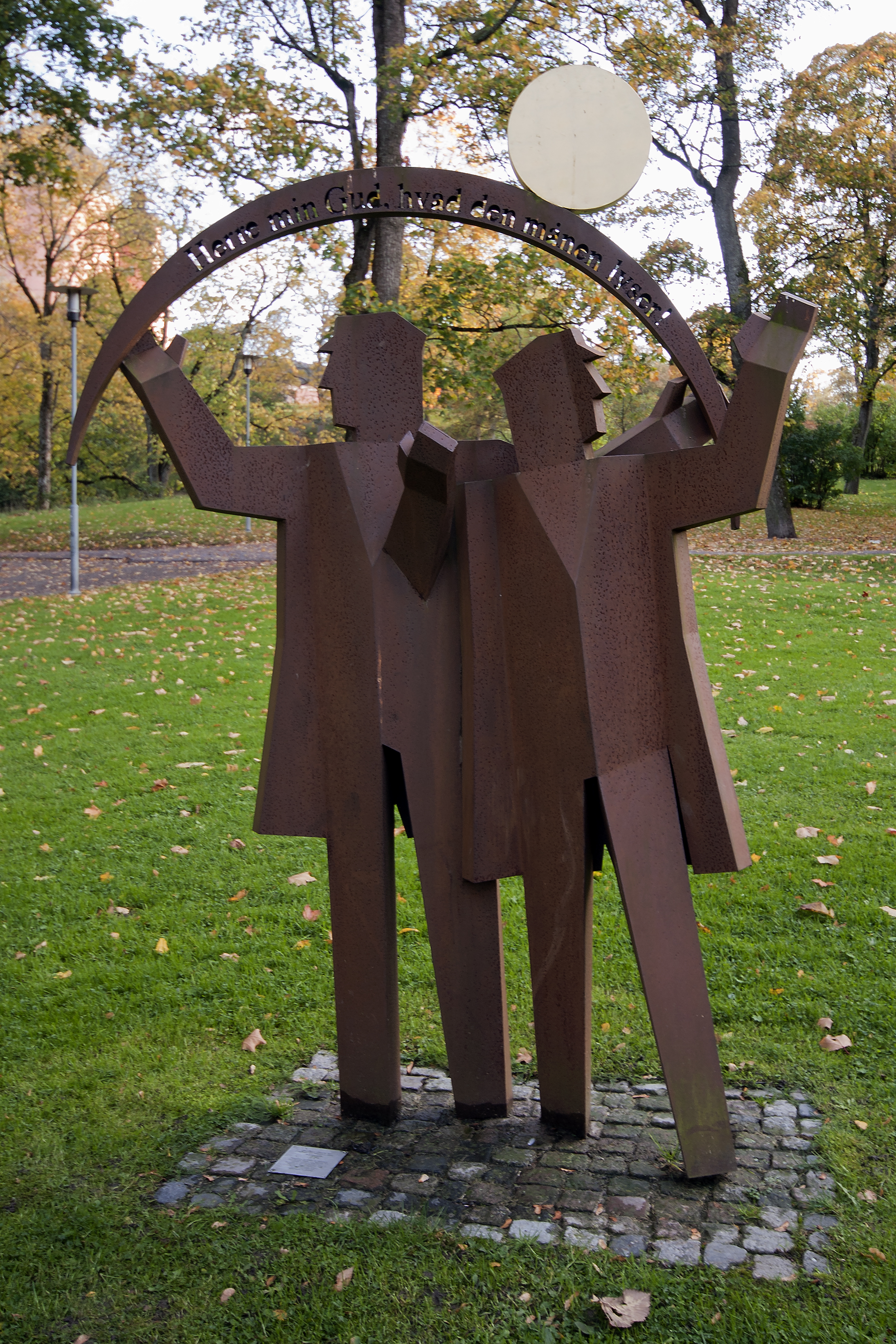
Glunten och magistern, Uppsala
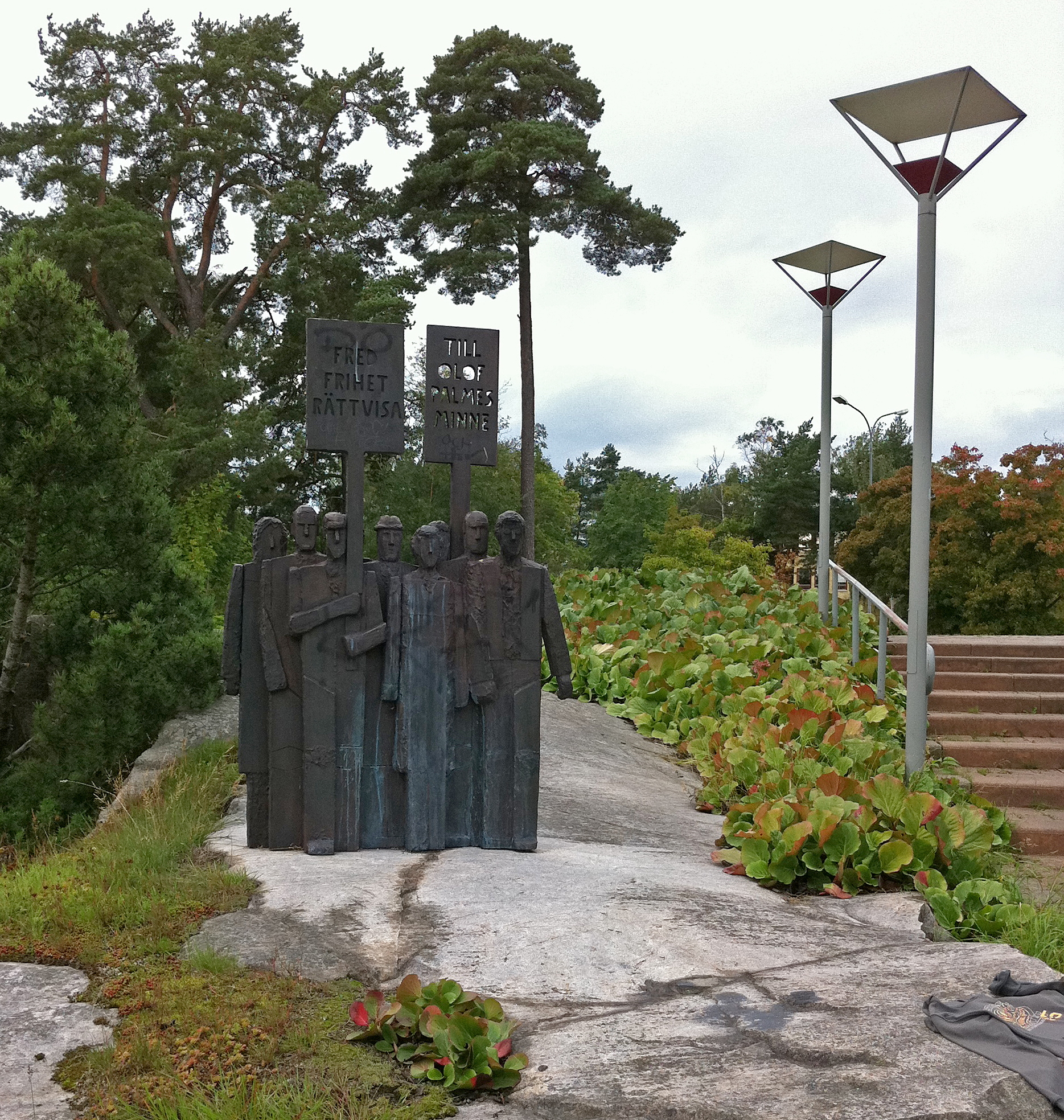
Palmemonumentet (sv), Nyköping
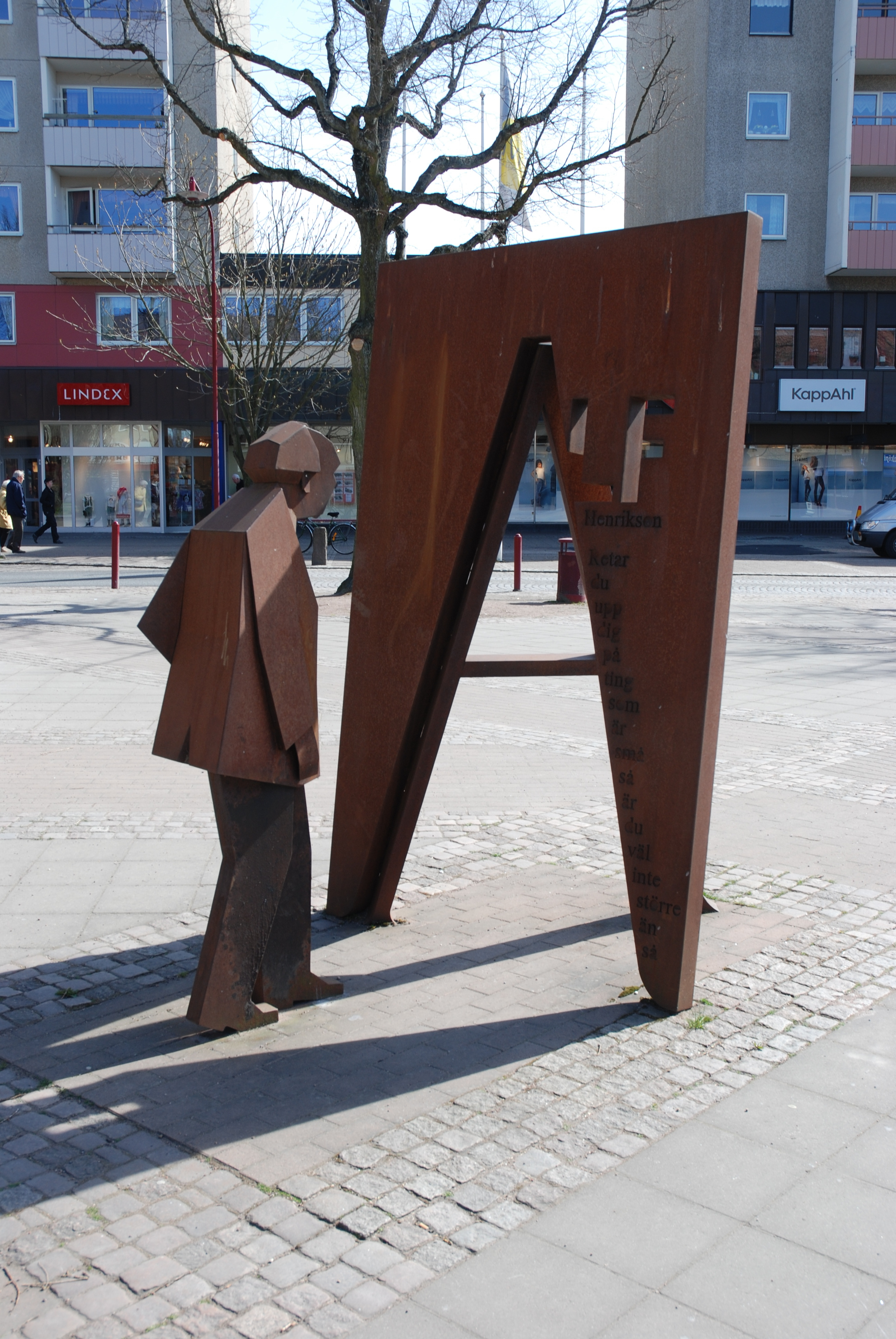
Vägen genom A, Huskvarna
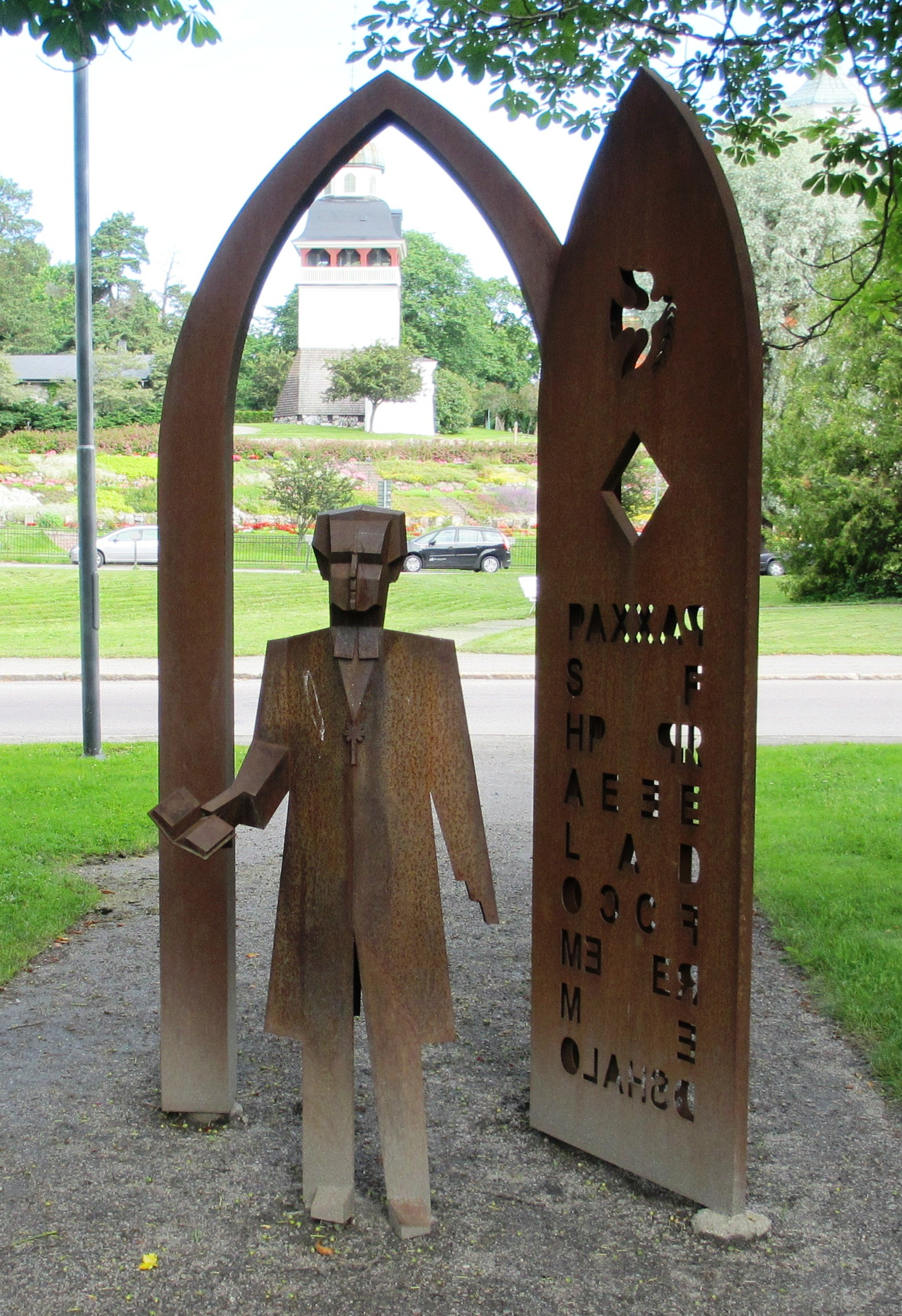
Nathan Söderblom, Söderhamn
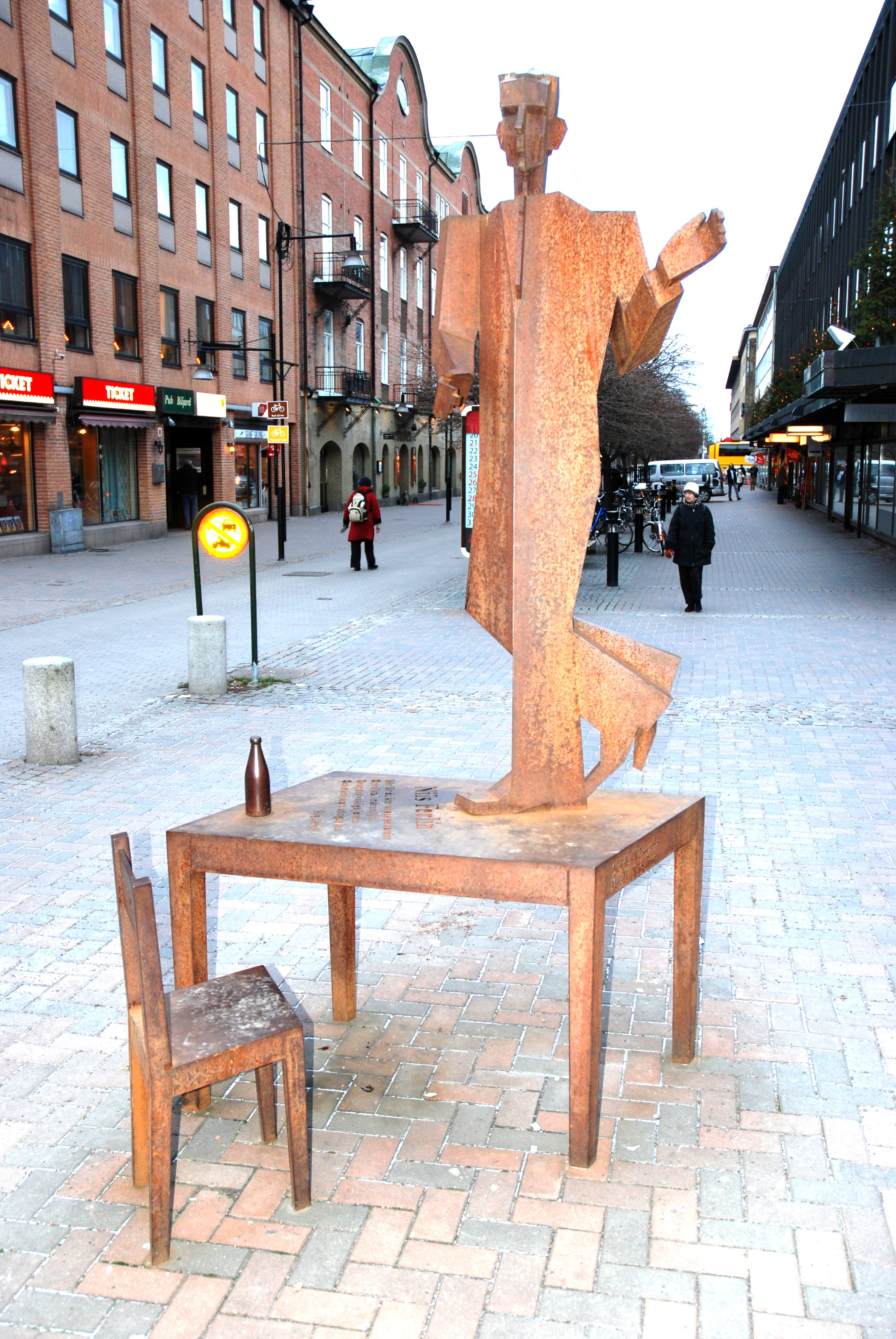
Nils Ferlin, Karlstad
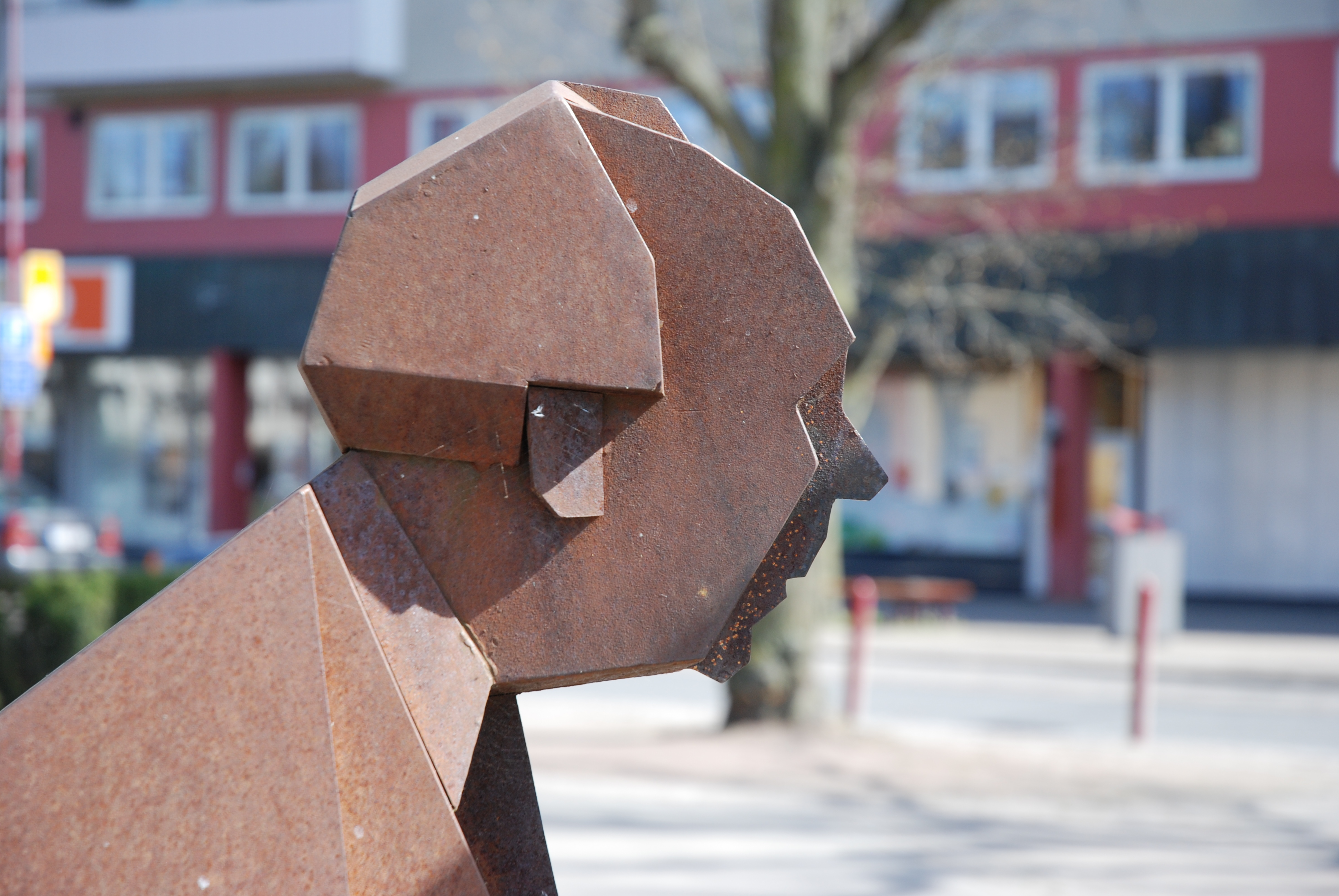
Alf Henrikson (en), Huskvarna
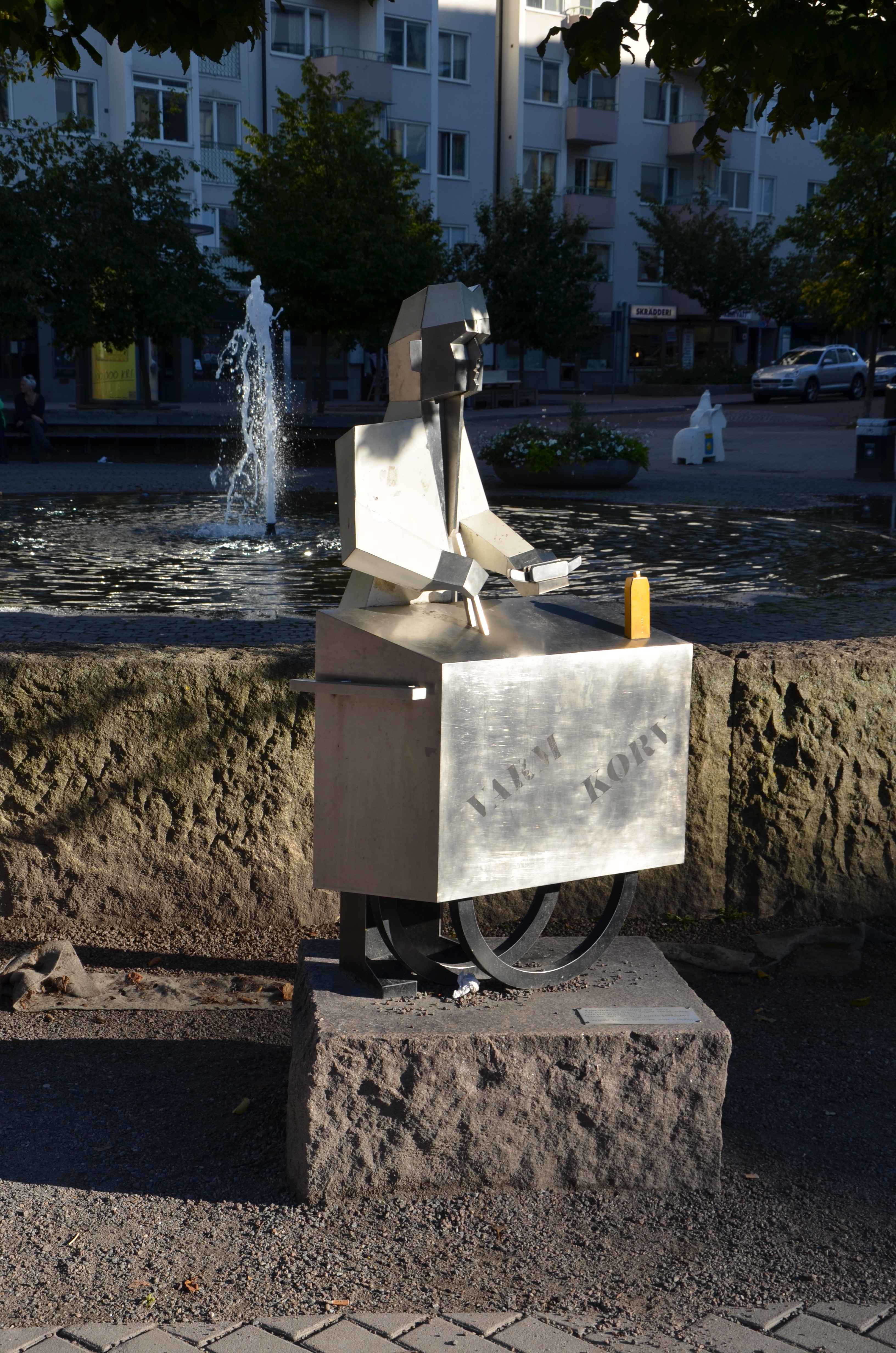
Korv-Ingvar (sv), Solna
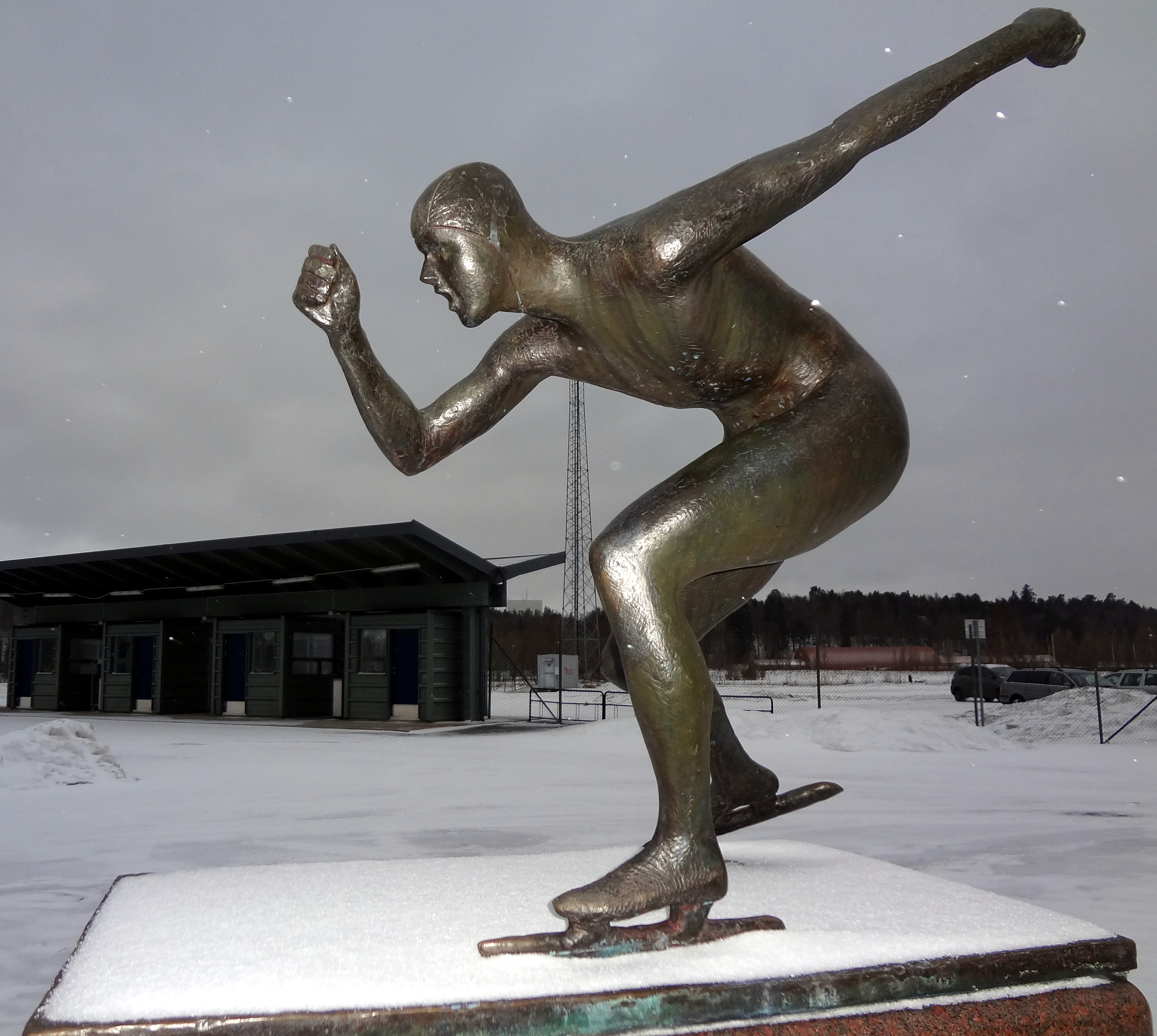
Tomas Gustafson, Eskilstuna